# 杂交茶香月季

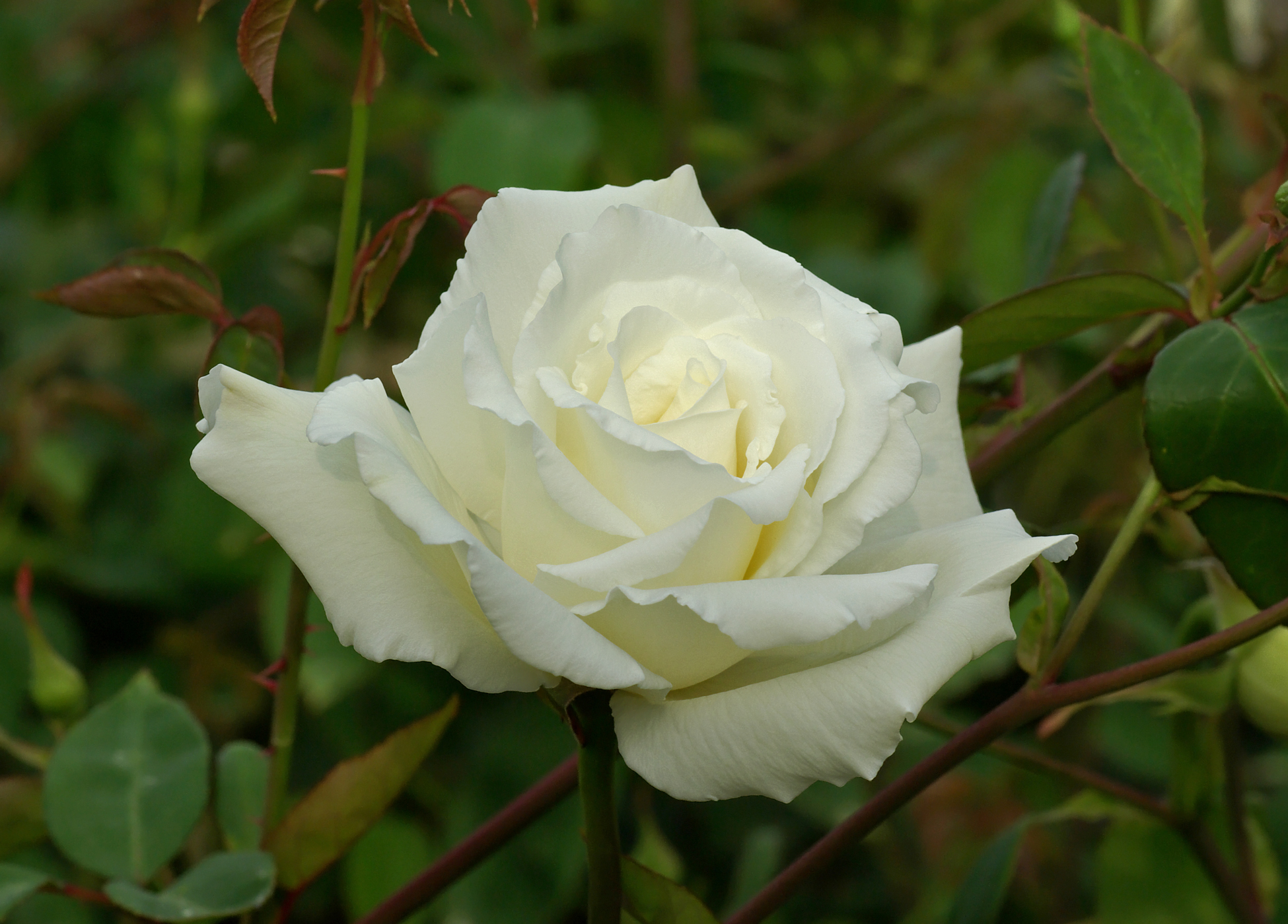
杂交茶香月季的赫伯特·斯蒂文斯夫人

杂交茶香月季（Hybrid Tea）是一種由2種不同種類薔薇屬植物，栽培出來的杂交月季花種系。每條長長的花莖上只生長1枚花朵。植物生長高度最高可達約1.8米每顆月季花有大約60塊或以上的花瓣，可以重覆開花，並可以生長至8-12.5厘米闊。杂交茶香月季植物本身有極其芬芳的香氣，顏色鮮豔，又有抵抗疾病的能力，令它成為全球最受歡迎的现代月季品系。花莖長，一莖一花的本質，亦令它成為現今最受歡迎的插花。

## 歷史
全球最早被栽培出來的杂交茶香月季，被公認為是在1867年在法國誕生，取名'La France'（直譯：法蘭西）的薔薇屬植物。它由法國籍樹苗培養人Jean-Baptiste Guillot，栽培出來。當時他將1株香水月季和1株歐洲雜交蔷薇混種，所以取名為杂交茶香月季。今天'La France'這個品種仍然存活，並可以在專門售賣舊品種蔷薇的苗床裏尋獲。

## 繁殖方法
方法之一是用芽接（budding）的方法，將父母植物上的芽直接栽種到強壯的根莖上。其中一種砧木是薔薇（Rosa multiflora）。

## 弱點
大部分杂交茶香月季都能夠抵禦一般的寒冷冬季。但要注意的是：不能夠讓bud union（萌芽根莖）的溫度下跌至超越−12ºC，不然的話强風和嚴寒可以令整個月季死亡。

## 命名
有一些杂交茶香月季是以皇室、總统、甚至演藝界名人的名字來命名。有一些杂交茶香月季更因為它的背景而成為傳奇。最佳的例子是杂交茶香月季'Peace'（和平）。據說'Peace'是二次世界大戰前栽培出來的月季花，在德國納粹軍還未完全攻埳法國之前，它得以乘坐最後一班航機逃亡至美國。在安全環境下，它得到Conard Pyle公司悉心栽培和繁殖。1945年大戰完畢，它被繁殖成功，重臨歐洲故鄉，取名'Gloria Dei'，並推介至全球。1995年它慶祝了50歲週年紀念，並繼續成為對未來希望的一個最受歡迎的標誌。

## 不同種類

### 芬芳類杂交茶香月季

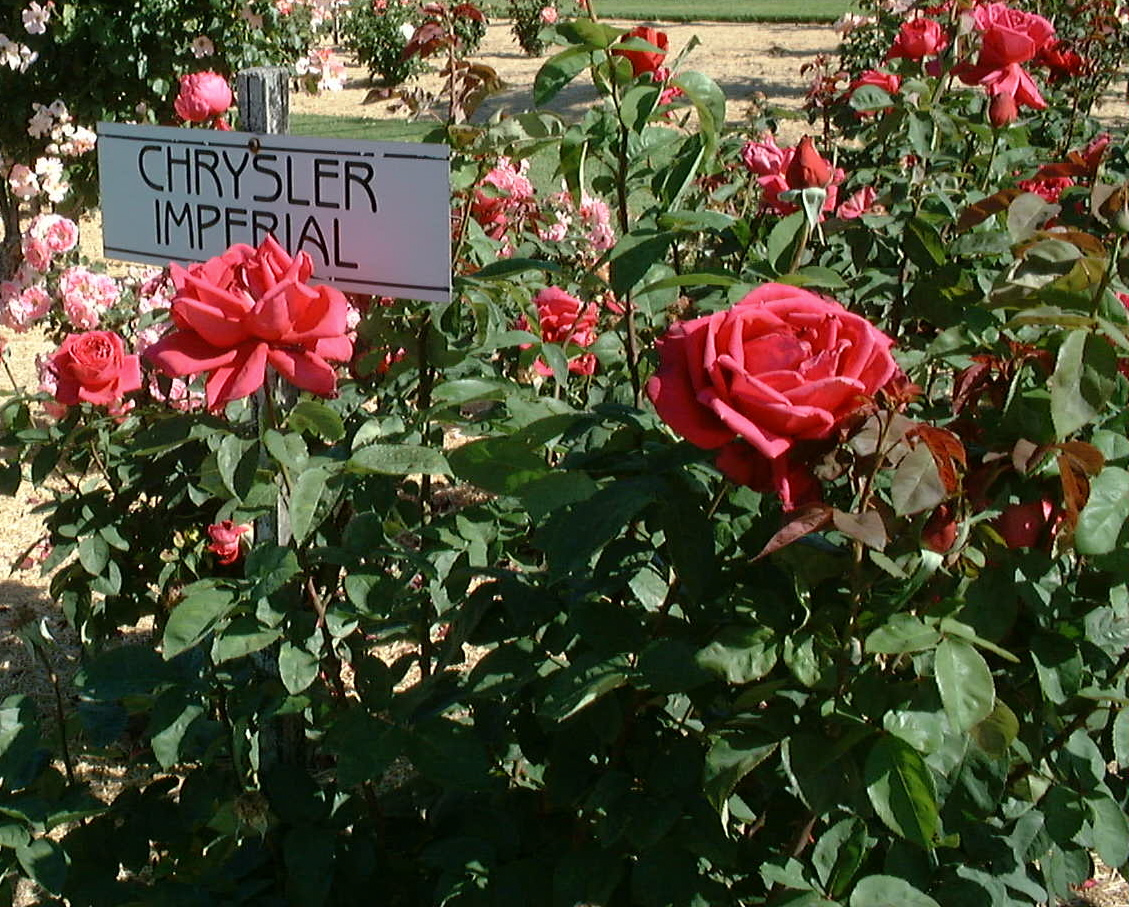
Chrysler Imperial

（最芬芳種類）
- Alec's Red
- Avon
- Alexander
- Aotearoa
- Apricot Nectar
- Barbra Streisand
- Blue Moon
- Bobby Charlton
- 粉和平（Chicago Peace）
- Chrysler Imperial
- City of Newcastle
- Dolly Parton
- 红双喜（Double Delight）
- English Miss
- Escapade
- Fragrant Cloud
- Ingrid Bergman
- Kentucky Derby
- Midas Touch
- 林肯先生（Mister Lincoln）
- Oklahoma
- Papa Meilland
- Paradise
- 和平(Peace)
- Red Devil
- Stainless Steel
- Whisky Mac
- Yesterday

### 粉紅色杂交茶香月季
- Billy Graham
- Duet
- Elizabeth Taylor
- First Prize
- Friendship
- New Zealand
- Tiffany

### 橙色杂交茶香月季
- Brandy
- Cary Grant
- Dolly Parton
- Fragrant Cloud
- Just Joey
- Medallion
- Spice Twice
- Voodoo

### 黄色杂交茶香月季
- Houston
- King's Ransom
- Midas's Touch
- Oregold
- St Patrick
- Summer Sunshine

### 白色杂交茶香月季
- Crystalline
- Garden Party
- John F. Kennedy
- Louisiana
- Pascali
- Pristine

### 淡紫色杂交茶香月季
- Blue Girl
- Heirloom
- Lady X
- Paradise
- Sterling Silver

### 多色杂交茶香月季
- Barbara Bush
- Brigadoon
- Chicago Peace
- Diana, Princessof Wales
- Double Delight
- Granada
- Las Vegas
- Peace
- Sutter's Gold